# 磺化
磺化就是在有机化合物分子中引入磺基的过程。
磺基（-SO3H）就是硫酸分子H2SO4（HO-SO2-OH）中去掉一个羥基形成的。如在苯分子中引入磺基就会形成苯磺酸。
磺化一般有两种方法：
1. 直接磺化，用浓硫酸、发烟硫酸、氯磺酸等和有机化合物直接反应进行磺化。
2. 间接磺化，用含有亚硫酸根的盐如亚硫酸钠等和化合物反应取代，形成磺化产物。

有机化合物经磺化后，可以增加溶解度和酸性，一般用于制作合成染料和清潔劑等。